# Øyvind Gjerde
Øyvind Gjerde (Åndalsnes, 18 marzo 1977) è un ex calciatore norvegese, di ruolo difensore.

## Carriera

### Club
Gjerde iniziò la carriera professionistica nel Lillestrøm, squadra per cui debuttò nella Tippeligaen il 25 maggio 1997 nel pareggio per uno a uno contro il Tromsø.
Nel 2001 fu ingaggiato dallo Aalesund, squadra militante nella 1. divisjon e per cui debuttò il 22 aprile dello stesso anno: fu infatti titolare nel pareggio per tre a tre contro il Sandefjord. Il 24 giugno contribuì al successo per quattro a zero del suo club sullo Ørn-Horten con una rete.
Dal 2004 si trasferì al Molde: l'esordio fu datato 27 maggio, quando subentrò a Martin Høyem nella vittoria per cinque a zero sul Volda nel secondo turno dell'edizione stagionale della Coppa di Norvegia. Il 6 novembre 2005 fu titolare nella finale della coppa nazionale vinta per quattro a due sul Lillestrøm.
Il 24 agosto 2006 debuttò nelle competizioni europee per club: sostituì infatti Petter Rudi nel successo per due a uno in casa dello Skonto, nella Coppa UEFA 2006-2007. Il 22 aprile 2007, ossia nell'anno seguente alla retrocessione nell'Adeccoligaen del Molde, segnò la prima rete della sua carriera per la squadra: fu lui infatti a determinare il successo per due a uno sul Sarpsborg.
Al termine della Tippeligaen 2010, non rinnovò il suo contratto con il Molde e disse che, molto probabilmente, si sarebbe ritirato.

### Nazionale
Gjerde giocò 11 incontri, con una rete all'attivo, per le nazionali giovanili norvegesi.

## Palmarès

### Giocatore

#### Club

##### Competizioni nazionali
- Coppa di Norvegia: 1

Molde: 2005